# Герои страны
Международный патриотический интернет-проект «Герои страны» — некоммерческий веб-сайт, созданный группой активистов и энтузиастов в марте 2000 года. На сайте публикуются биографии Героев Советского Союза и Героев Российской Федерации, Героев Социалистического Труда и Героев Труда Российской Федерации, полных кавалеров ордена Славы и ордена Трудовой Славы.

## История
12 777 человек были удостоены звания Героя Советского Союза, 2674 воина были отмечены званием полного кавалера ордена Славы, 20 614 человек стали Героями Социалистического Труда, 983 человека — полными кавалерами ордена Трудовой Славы. В последние годы появилось значительное количество Героев Российской Федерации (в 2012 году их число превысило 1000). С 2013 года присваивается звание Героя Труда Российской Федерации. По данным проекта, большинство из них не известны широким слоям общественности и, в особенности, молодёжи. В рамках проекта «Герои страны» решается задача популяризации подвигов защитников Отечества, героической и трудовой истории народов СССР и России.
Международный патриотический интернет-проект «Герои страны» был создан группой энтузиастов в марте 2000 года на собственные средства для освещения славных сторон советской и российской истории. В настоящий момент проект поддерживается группой из нескольких человек, которым удаётся размещать на страницах портала от десяти до сорока биографий Героев в неделю. Редакция сайта сотрудничает и с другими инициативными людьми из разных регионов России и стран СНГ, которые также неравнодушны к увековечению памяти Героев.
По состоянию на 1 января 2022 года сайт «Герои страны» содержит 31 845 статьи, в том числе:
- 12 862 биографии Героев Советского Союза (100 % от их общего числа). Среди них биографии всех дважды (154 чел.), трижды (3 чел.) и четырежды (2 чел.) Героев Советского Союза;
- 14 471 биография Героев Социалистического Труда (70,2 %), среди них биографии всех трижды Героев Социалистического Труда (15 чел.) и дважды Героев Социалистического Труда (201 чел.);
- 1109 биографий Героев Российской Федерации (ок. 95 % от числа известных Героев);
- 71 биография Героев Труда Российской Федерации (98,6 % от числа известных);
- 2656 биографии полных кавалеров ордена Славы (100 %);
- 598 биографий полных кавалеров ордена Трудовой Славы (60,8 %);
- 13 статей о Городах-Героях (100 %).

Кроме этого, на сайте размещено более 25 000 фотографий памятников и надгробных памятников, мемориалов и мемориальных досок, посвящённых Героям.

## Редакторы и члены коллектива
Биографические статьи, размещаемые на сайте, создаются небольшим коллективом энтузиастов и являются для авторов не источником доходов, а историческим хобби.
Создатель и администратор сайта:
- Скоморохов Валерий Николаевич (род. 1969, Волгоград), программист, член Российского военно-исторического общества (РВИО).

Главные редакторы сайта:
- Каргапольцев Сергей Витальевич (род. 1963, Воркута), журналист, член РВИО;
- Каримов Тимур Камилевич (род. 1979, Железнодорожный), инженер, член РВИО;
- Малашёнков Евгений Анатольевич (род. 1962, Ленинград), врач, кандидат медицинских наук, член РВИО;
- Симонов Андрей Анатольевич (род. 1971, Грозный), сотрудник Лётно-исследовательского института имени М. М. Громова, член РВИО;
- Смирнов Виталий Сергеевич (род. 1987, Северодвинск), краевед, некрополист, сотрудник Северодвинского городского краеведческого музея, член РВИО, член Российского общества историков-архивистов, член Всероссийского геральдического общества.

Редакторы сайта:
- Бочаров Антон Павлович (род. 1970, наукоград Кольцово Новосибирской области), юрист;
- Кузоватов Сергей Владимирович (род. 1960, Дзержинск), юрист, член РВИО;
- Наровлянский Александр Данилович (род. 1963, Киев), заслуженный учитель Украины, кандидат педагогических наук.

С сайтом также сотрудничают:
- Вологодский Максим Валентинович (род. 1970, Обь), врач;
- Лебедев Юрий Александрович (род. 1965, Торжок), сервисный инженер по обслуживанию компьютерной техники;
- Морозов Алексей Валерьевич (род. 1978, Архангельск), создатель, руководитель и администратор сайта «Архангельский некрополь»;
- Музалевский Михаил Валентинович (род. 1965, Москва), фалерист, директор редакционно-издательского центра «Кавалеръ»;
- Пиголицын Алексей Валерьевич (род. 1976, Ленинград), сотрудник транспортно-логистической компании;
- Прищепов Александр Михайлович (род. 1974, Ленинград), кандидат филологических наук.

Бывшие редакторы сайта:
- Воробьёв Валерий Петрович (1964—2013);
- Кащеев Сергей Леонидович (род. 1978, Вольск), ветеран боевых действий, кандидат экономических наук, доцент;[источник не указан 247 дней]
- Кожухарь Олег Анатольевич (род. 1962, Коммунарск), заведующий методическим кабинетом в учебно-методическом центре гражданской защиты и безопасности жизнедеятельности Черниговской области (Украина);
- Мельников Александр Евгеньевич (род. 1965, Иваново), инженер-атомщик;
- Осовик Кирилл Николаевич (род. 1990, Шостка), государственный служащий (Украина);
- Примаченко Владимир Васильевич (род. 1967, Гомель), директор строительной фирмы (Украина);
- Сердюков Игорь Леонидович (род. 1980, Киев), бухгалтер (Украина);
- Уфаркин Николай Васильевич (1955—2011), адвокат;
- Шейнман Леонид Ефимович (род. 1936, Тульчин), пенсионер, бывший преподаватель, кандидат технических наук, доцент.

## Награды
- 2002 год — победа в Открытом всероссийском интернет-конкурсе «Золотой сайт» в номинации «Культура».
- 2005 год — финалист Открытого всероссийского интернет-конкурса «Золотой сайт» в номинации «Национальное достояние».
- 2006 год — победа во Всероссийском конкурсе на лучшее освещение в СМИ темы патриотического воспитания в номинации «За разработку темы героического прошлого страны: рассказ о людях и событиях, прославивших российскую землю»[2].
- 2011 год — победа в межрегиональном конкурсе журналистского мастерства «Слава России» в номинации «Слава России — воинские династии» (отражение журналистами жизни и подвига представителей разных поколений солдатских и офицерских семей)[3].
- 2015 год — «Вики-премия 2015» в номинации «Свободные знания» за заметный вклад в достижение целей движения Викимедиа[4].
- 2019 год — 1-е место и золотая медаль во Всероссийском конкурсе СМИ «Патриот России — 2019» (номинация «Мы — россияне!»)[5][6].